# Sybil Danning
Sybil Danning, pseudonimo di Sybille Johanna Danninger (Wels, 24 maggio 1952), è un'attrice austriaca naturalizzata statunitense.

## Biografia
Nata in Austria, si trasferì giovanissima negli Stati Uniti d'America al seguito della famiglia, in varie basi dell'esercito americano, dov'era impegnato il suo patrigno.
Dotata di grande bellezza di volto e soprattutto di fisico cominciò ad apparire su varie riviste come modella in bikini. Appare sulla copertina di Playboy nell'agosto 1983. La sua carriera di attrice si è svolta in diverse produzioni, compresi film di serie B dove spesso veniva messo bene in evidenza in costume da bagno il suo fisico statuario. Nel 1974 interpreta il ruolo di Betty nel film di Giuseppe Colizzi, Arrivano Joe e Margherito.
In seguito è tornata in Europa, dove si è impegnata in alcuni investimenti in proprietà di società sportive di calcio e hockey su ghiaccio.

## Filmografia parziale
- Dio me l'ha data, guai a chi la tocca, regia di Rolf Thiele (1968)
- Swop, regia di  John Broderick e John Shade (1969)
- Giochi erotici in Danimarca, regia di Wolfgang Bellenbaum e Günter Vaessen  (1971)
- La più allegra storia del Decamerone, regia di Adrian Hoven e David F. Friedman (1971)
- Rapporto sul comportamento sessuale delle casalinghe, regia di Eberhard Schröder (1971)
- Signor procuratore, abbiamo abortito!, regia di Rob Houwer e Eberhard Schröder (1971)
- Divagazioni delle signore in vacanza, regia di Ernst Hofbauer (1971)
- Giochi olimpici del sesso, regia di Rolf Thiele (1972)
- L'amante dell'Orsa Maggiore, regia di Valentino Orsini (1972)
- La dama rossa uccide sette volte, regia di Emilio Miraglia (1972)
- Barbablù (Bluebeard), regia di Edward Dmytryk e Luciano Sacripanti (1972)
- L'occhio nel labirinto, regia di Mario Caiano (1972)
- L'emigrante, regia di Pasquale Festa Campanile (1973)
- I tre moschettieri (The Three Musketeers), regia di Richard Lester (1973)
- Milady (The Four Musketeers: The Revenge of Milady), regia di Richard Lester (1974)
- Arrivano Joe e Margherito, regia di Giuseppe Colizzi (1974)
- Pazzi borghesi (Folies bourgeoises), regia di Claude Chabrol (1976)
- Diamante Lobo, regia di Frank Kramer (1976)
- La notte dei falchi (Mivtsa Yonatan), regia di Menahem Golan (1977)
- Meteor, regia di Ronald Neame (1979)
- Airport '80 (The Concorde... Airport '79), regia di David Lowell Rich (1979)
- I magnifici sette nello spazio (Battle Beyond the Stars), regia di Jimmy T. Murakami (1980)
- Il giorno del Cobra, regia di Enzo G. Castellari (1980)
- Il detective con la faccia di Bogart (The Man with Bogart's Face), regia di Robert Day (1980)
- La salamandra (The Salamander), regia di Peter Zinner (1981)
- Hercules, regia di Luigi Cozzi (1983)
- I sette magnifici gladiatori, regia di Claudio Fragasso e Bruno Mattei (1983)
- Malibu Express, regia di Andy Sidaris (1985)
- Howling II - L'ululato (Howling II: Your Sister Is a Werewolf), regia di Philippe Mora (1985)
- La tomba (The Tomb), regia di Fred Olen Ray (1986)
- Reform School Girls, regia di Tom De Simone (1986)
- Donne amazzoni sulla Luna (Amazon Women on the Moon), di registi vari (1987)
- L.A. Bounty, regia di Worth Keeter (1989)
- Werewolf Women of the SS, episodio di Grindhouse, regia di Rob Zombie (2007)
- Halloween - The Beginning (Halloween), regia di Rob Zombie (2007)
- Jump!, regia di Joshua Sinclair (2007)
- Virus X, regia di Ryan Stevens Harris (2010)

## Doppiatrici italiane
- Noemi Gifuni in La Dama Rossa uccide sette volte
- Vittoria Febbi in L'emigrante
- Serena Verdirosi in Arrivano Joe e Margherito
- Micaela Esdra in La salamandra
- Marinella Armagni in Howling II - L'ululato